# What a Man (bài hát của Lena Meyer-Landrut)
"What a Man" là một sáng tác của Dave Crawford, bản chính thức được trình bày bởi Linda Lynde, thuộc hãng đĩa Stax Records. Bản thu của Lynde đã giành được No.50 BXH thể loại R&B của Billboard vào năm 1968. Năm 1993, bản phối lại của Salt-n-Pepa và En Vogue với tên mới Whatta Man đã giành được nhiều thành công thương mại.
Năm 2011, Lena Meyer-Landrut cover lại bài hát này làm ca khúc chủ đề cho bộ phim Đức What a Man. Nó được đưa vào bản Platinum của album thứ hai của cô Good News, đồng thời cũng được đưa vào Soundtrack của bộ phim. Ca khúc được phát hành ngày 02 tháng 9 năm 2011 dưới dạng CD và kĩ thuật số ở Đức.

## Thông tin
Đĩa đơn được phát hành ngày 02 tháng 9 năm 2011 dưới định dạng kĩ thuật số trên iTunes, bao gồm cả bản trực tiếp của ca khúc "Good News". Nó cũng là ca khúc chủ đề của bộ phim Đức What a Man.

## MV
MV của ca khúc được phát hành trên kênh VEVO của Lena trên Youtube ngày 30 tháng 8 năm 2011 với độ dài là 3 phút. MV có sự tham gia của nam diễn viên Matthias Schweighöfer.

## Tracklist
| Kĩ thuật số | Kĩ thuật số             | Kĩ thuật số |
| STT         | Nhan đề                 | Thời lượng  |
| ----------- | ----------------------- | ----------- |
| 1.          | "What a Man"            | 2:54        |
| 2.          | "Good News" (trực tiếp) | 3:24        |

## Bảng xếp hạng
| Bảng xếp hạng (2011)   | Vị trí cao nhất |
| ---------------------- | --------------- |
| Đức (Media Control AG) | 21              |

## Phát hành
| Quốc gia | Ngày                | Hãng đĩa        | Định dạng   |
| -------- | ------------------- | --------------- | ----------- |
| Đức      | 02 tháng 9 năm 2011 | Universal Music | Kĩ thuật số |